# 磷酸原
磷酸原，是一类能够储存高能量的储能化合物，主要存在于动物的肌肉组织中。这类化合物可以将高能磷酸盐的浓度维持在一定范围内，并避免三磷酸腺苷（ATP）浓度过高。在肌肉组织突然需要大量能量时，其可以维持高能磷酸盐的储备水平，以弥补糖酵解和氧化磷酸化（均为糖代谢供能的关键步骤）短时间内的供能缺口。磷酸原的供能十分迅速，但总量有限。
用作磷酸原的实际生物分子因生物体不同而不同。大多数动物将精氨酸作为磷酸原；然而，脊索动物将肌酸作为磷酸原。磷酸肌酸（CP或PCr），是肌酸激酶利用ATP合成的（反应可逆）：
- 肌酸 + ATP ⇌ 磷酸肌酸 + ADP +   H+（需要Mg2+激活）

环节动物的磷酸原较为独特，例如蚯蚓的磷酸原是蚯蚓磷脂（胍乙基磷酸丝氨酸）。
磷酸原是由菲利普·埃格尔顿和他的妻子格蕾丝·埃格尔顿共同发现的。

## 化学反应
磷酸原系统（ATP-PCr）存在于骨骼肌肌细胞的细胞质中，以及心肌细胞与平滑肌的细胞区室中。
肌肉收缩时：
H2O + ATP →  H+ + ADP + Pi （需要Mg2+ 辅助，ATP酶利用ATP来进行肌肉收缩）
 H+ + ADP + 磷酸肌酸 → ATP + 肌酸 （需要Mg2+ 辅助，肌酸激酶催化，产生的ATP在上一个反应中被再次利用以使肌肉收缩）

肌酸激酶催化的肌酸-磷酸肌酸相互转化的反应

2 ADP → ATP + AMP （磷酸肌酸耗尽时由腺苷酸激酶催化，产生的ATP又被用于肌肉收缩）
肌肉静息时：
ATP + 肌酸 → ADP + 磷酸肌酸 +  H+ （需要Mg2+ 辅助，由肌酸激酶催化）
ADP + Pi → ATP  （无氧糖酵解和氧化磷酸化过程中）
当磷酸原系统耗尽磷酸肌酸时，腺苷酸激酶催化反应产生的AMP主要由嘌呤核苷酸循环调节。